# 壬生町立南犬飼中学校
壬生町立南犬飼中学校（みぶちょうりつ みなみいぬかいちゅうがっこう）は、栃木県下都賀郡壬生町にある公立中学校。

## 概要
略称は「犬中（いぬちゅう）」。学校が壬生町大字北小林字向原にあることから「向原魂」を合言葉にしている。

## 沿革
- 1947年（昭和22年）4月1日 - 小学校の教室の一部を借りて南犬飼中学校創立[1]。
- 1951年（昭和26年） - 現在地に新築移転[1]
- 1954年（昭和29年）12月14日 - 校旗・校歌制定披露式
- 1955年（昭和30年）7月28日 - 南犬飼村が壬生町への編入により壬生町立南犬飼中学校となる。

## 進学前小学校
- 壬生町立壬生北小学校
- 壬生町立安塚小学校
- 壬生町立睦小学校
- 壬生町立壬生東小学校の一部

## 交通
- 東武鉄道宇都宮線 安塚駅より約1.4km
- 東武鉄道宇都宮線 おもちゃのまち駅より約2.0km

## 関係者

### 出身者
- 柊あおい - 漫画家
- 斉藤和義 - シンガーソングライター
- サトウヒロコ - シンガーソングライター
- 佐藤幸夫 - 代々木ゼミナール世界史講師
- 泉美咲月 - 文筆家・写真家
- 大島優子 - 女優・元AKB48
- えりな - アイドル・東京おとめ太鼓